# Isidore Löwenstern
Isidore Löwenstern (Vienna, 1810 – Costantinopoli, 6 maggio 1858 o 1859) è stato un archeologo, numismatico e viaggiatore austriaco.
Dopo aver completato gli studi in Germania, viaggiò a lungo negli Stati Uniti d'America, in Messico e nelle Indie orientali.
Contribuì alla decifrazione del terzo genere delle iscrizioni persepolitane in cuneiforme. Nel 1845, identificò i caratteri che significano re e grande, nonché il segno che indica il plurale. Nel 1847, ipotizzò che il terzo genere persepolitano fosse la scrittura di una lingua semitica. Nel 1846, l'irlandese Edward Hincks avanzò l'idea che quella lingua fosse il babilonese.
Löwenstern fu socio corrispondente dell'Accademia delle Scienze di Torino dal 26 giugno 1851.

## Opere
- Les États-Unis et la Havane, souvenirs d'un voyageur (Parigi, 1842)
- Le Mexique : souvenirs d'un voyageur (1843)
- Essai de déchiffrement de l'écriture assyrienne pour servir à l'explication du monument de Khorsabad (Parigi-Lipsia, 1845)
- Exposé des éléments constitutifs du système de la troisième écriture cunéiforme de Persépolis (1847)